# Fiorenza Sanudo (señora de Milos)
Fiorenza Sanudo de Candia (fallecida después de 1397) fue la señora de la isla de Milos en la Grecia franca. 
Fue la hija de Marco Sanudo, señor de Milos, y su esposa.
Se casó en 1383 con Francesco I Crispo, que se convirtió en el décimo duque de Naxos, y tuvieron ocho hijos:
- Giacomo I Crispo
- Petronila Crispo (1384–1427), se casó con Pedro Zeno, señor de Andros y Siros.
- Inés Crispo (1386–1428), se casó con Dragonetto Clavelli, señor de Nísiros.
- Giovanni II Crispo
- Guiglelmo II Crispo
- Niccolò Crispo, señor de Siros.
- Marco I Crispo, señor de Ios.
- Pietro Crispo, patricio de Venecia (1397–1440):